# Zöld cserebogár
A zöld cserebogár vagy nagy fináncbogár (Anomala vitis) a ganajtúrófélék családjába tartozó, Közép- és Dél-Európában elterjedt, a szőlőt és a gyümölcsfákat károsító bogárfaj.

## Megjelenése
A zöld cserebogár 20-22 mm hosszú. Testalkata vaskos, szárnyfedője erősen domború. Feje, tora és szárnyfedője smaragdzöld színű, fémfényű. Hasi oldala is fémfényű, sötétbarna vagy feketés, ritkásan szőrös. Csápjai lemezesek. Harmadik lábpárjának "combja" (femur) megvastagodott. 
Ismert némileg ritkább, valamivel (18-20 mm) kisebb, vöröses árnyalatú változata is.

### Hasonló fajok
A fémesen sárgás, zöldes árnyalatú rezes cserebogár és a lapos szárnyfedőjű aranyos rózsabogár hasonlít hozzá.

## Elterjedése és életmódja
Európában, ezen belül Észak-Olaszországban, a Balkán-félszigeten és a Kárpát-medencében honos. Magyarországon főleg a Duna-Tisza közén és az Alföld homoktalajain fordul elő, de megtalálható a Dunántúlon (Tolna, Fejér megyék, ritkábban Zala, Komárom-Esztergom, Baranya) is.
A homokos talajú területeken él. Petéiket a talajba rakják le. Fejlődésének tartama lehet egy-, de hároméves is. A kikelő lárvák a talajban élnek, eleinte csak a humuszt esznek, később a növények gyökereit rágják. A pajorok a talajban áttelelnek, majd június második felében és júliusban rajzanak. A kifejlett bogarak nappal aktívak.

## Jelentősége
A zöld cserebogár régóta ismert mezőgazdasági kártevő. Az 1930-as évek után visszahúzódott de kb. 2000-tól a szőlők, gyümölcsösök egyik jelentős károsítójává lépett elő. Tápnövényei a szőlő, dió, szilva, cseresznye, meggy, alma, ezenkívül orgona, fűz, nyár, hárs, eperfa. A bogarak a levél lemezét rágják le, csak az erezet marad meg. A fákat tarra is rághatják, különösen a faiskolákban, fiatal telepítéseknél okozhatnak nagy károkat. A gyümölcsök közül az őszibarack héját rágja meg.  
Elsősorban feromoncsapdákkal vagy permetezéssel védekeznek ellene.